# Emmanuel Cosquin
Pour les articles homonymes, voir Cosquín.
Emmanuel Cosquin (1841 – 1919) est un folkloriste français. Auteur des Contes populaires de Lorraine, collectés dans le seul village de Montiers-sur-Saulx, il défend la thèse selon laquelle les contes européens sont d'origine indienne.

## Parcours

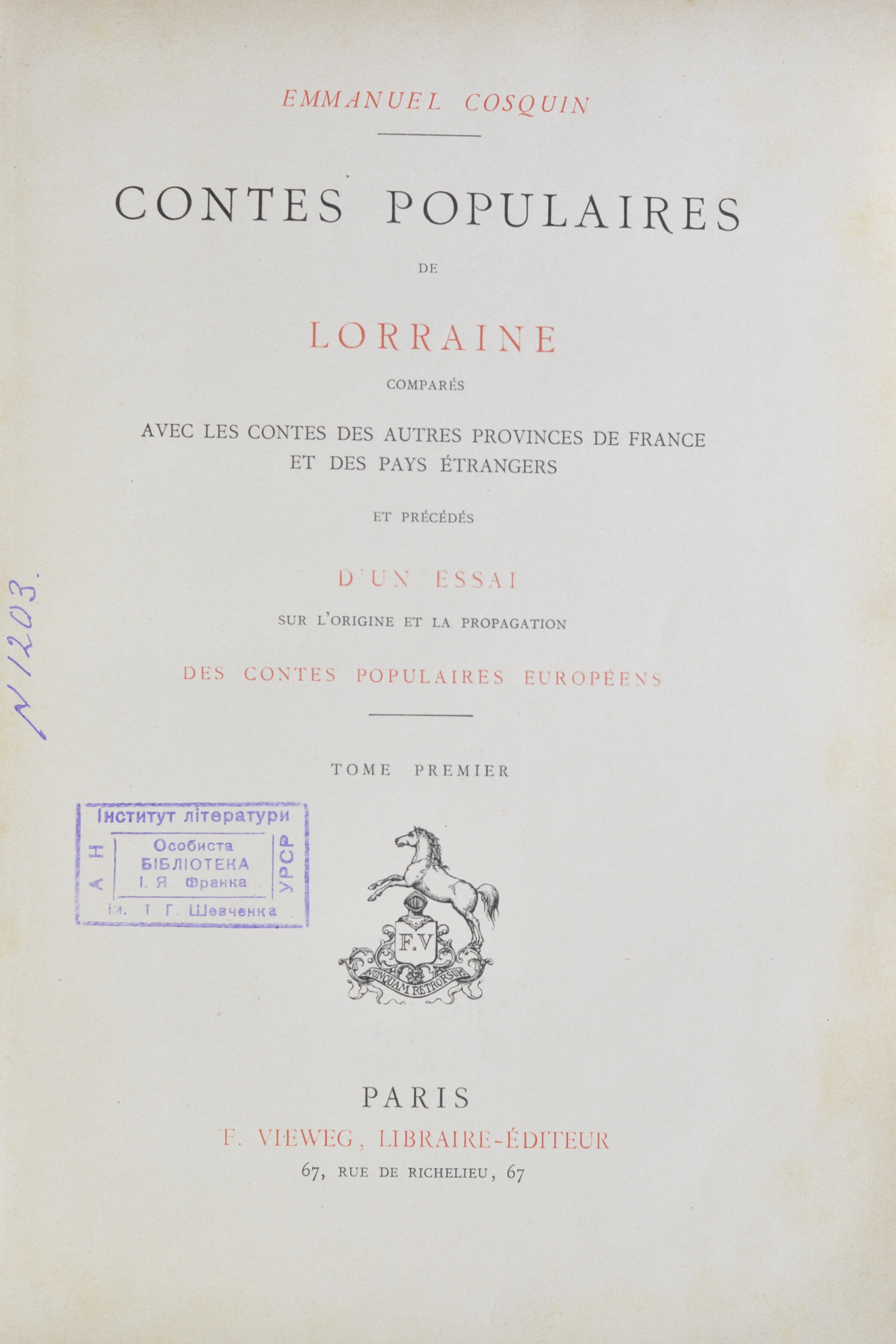

Né en 1841 à Vitry-le-François, Emmanuel Cosquin poursuit d'abord des études de droit avant de se tourner vers le journalisme militant. Auteur, entre autres, de divers articles publiés dans le Moniteur universel, il rédige également « quelques études très documentées sur la franc-maçonnerie ». Il participe aussi à la création des Cercles catholiques d'ouvriers.
Inspiré par les travaux des Frères Grimm, il se passionne pour les contes populaires européens. Correspondant avec plusieurs spécialistes étrangers, dont le philologue allemand Theodor Benfey, il en vient à défendre la thèse émise par celui-ci selon laquelle ces contes étaient invariablement d'origine indienne. Pour lui, « la diffusion s'est faite à la façon d'une inondation régulière, partant d'un immense réservoir unique et poussant toujours devant elle dans toutes les directions. De là cette probabilité de trouver partout les mêmes dépôts. Ce réservoir, d'où les contes ont découlé à l'Orient vers l'Indo-Chine, au nord vers le Tibet et les populations mongoles, à l'occident vers la Perse, le monde musulman d'Asie et d'Afrique, l'Europe enfin, c'est l'Inde ».
Cosquin illustre cette thèse en adoptant une approche originale : avec l'aide de ses deux sœurs, il collecte tous les contes d'un seul et même village, Montiers-sur-Saulx en Barrois. Cette collecte aboutit en 1886 à la publication des deux volumes des Contes Populaires de Lorraine. Regroupant plus de quatre-vingt récits, l'ouvrage fait suivre chaque conte d'une série de remarques inventoriant les variantes françaises ou étrangères dont Cosquin avait pu avoir connaissance, les comparaisons visant fréquemment à soutenir la thèse de l'origine indienne.
En 1887, il reçoit le prix Archon-Despérouses.
Élu en 1902 correspondant de l'Institut par l'Académie des inscriptions et belles-lettres, sur proposition de Gaston Paris, il se détourne alors totalement du journalisme pour ne plus se consacrer qu'au folklore. Publiant plusieurs études dans diverses revues savantes, il entreprend entre autres, à partir de 1913, la rédaction des Contes indiens et l'Occident, ouvrage inachevé paru d'abord sous forme de livraisons dans la Revue des traditions populaires et la Revue d'ethnographie et des traditions populaires.
Emmanuel Cosquin est mort en 1919.

## Publications
- Contes populaires de Lorraine (Paris, 1886)
- Les Contes indiens et l'occident, Édouard Champion, Paris, 1922 (ouvrage posthume).
- Emmanuel Cosquin, Contes, Editions Philippe Picquier, 2003. Préface de Nicole Belmont.
  - Reprise partielle (sans les commentaires) dans : Emmanuel Cosquin, Contes de Lorraine, Collecte choisie par Françoise Morvan et présentée par Nicole Belmont, Rennes, Éditions Ouest-France, 2012.